# ХК Вестервик
ХК Вестервик (швед. Västerviks IK) професионални је шведски клуб хокеја на леду из града Вестервика. Тренутно се такмичи у HockeyAllsvenskan лиги, другом рангу професионалног клупског такмичења у Шведској. 
Утакмице на домаћем терену клуб игра на леду ледене дворане Вестервик капацитета 2.500 места. Боје клуба су црвена и бела.
Клуб је основан 1971. године и никада у својој историји није играо у најјачој лиги Шведске.